# Кальмероде
Кальмероде (нем. Kallmerode) — община в Германии, в земле Тюрингия. 
Входил в состав района Айхсфельд и подчинялся управлению Дингельштедт. С 1 января  2019 года включен в состав Лайнефельде-Ворбис. Население  599 человек (на 31 декабря 2018 года). Занимает площадь 5,59 км².

## История
Каллмероде впервые упоминается как Карменрот в 1206 году в документах монастыря Райфенштайн. Поэтому в 2006 году 800-летие деревни было отмечено праздничной неделей, начинающейся с Пятидесятницы. Окончание „-роде“ указывает на то, что поселение намного старше второго франкского периода поселения между 800 и 1000 годами. В 1294 году графы Глейхенштайн продали Айхсфельд и деревню Каллмероде архиепископу Майнца. В этом селе было 39 дворов с 34 хозяйствами и 18 пашнями. Около 1500 года это место было пустынным, но с 1539 года монастырь Райфенштайн как его владелец снова заселил, так как возникла угроза потери его феодальных прав. В начале Тридцатилетней войны это место почти не пострадало, но в 1632 году оно было почти полностью сожжено шведскими войсками. До заключения мира в 1648 году шведскими, гессенскими, веймарскими и имперскими войсками было совершено еще несколько грабежей и поджогов. Землевладельцем до секуляризации был Курмайнц. 
После проигранной битвы при Россбахе в ноябре 1757 года разбитые и деморализованные французские войска расположились лагерем в районе Ворбиса и издевались над населением. Инфекционные заболевания, занесенные в это время, привели к вспышкам эпидемий во всех населенных пунктах вокруг Ворбиса и Дингельштедта.
С покупкой поместья Байнроде к северу от деревни был построен образцовый сельскохозяйственный комплекс и похожий на замок комплекс строений. Это здание принадлежало церкви, а в 20-м веке оно также служило деревенской школой. В 1802 году по постановлению Имперской депутации это место стало прусским и после проигранного двойного сражения при Йене и Ауэрштедте в 1807 году перешло к Вестфальскому королевству. С 1815 года поселение снова был частью прусской провинции Саксония, административного округа Эрфурт, округа Ворбис. 
Согласно статистическому исследованияю, около 1840 года в деревне деревня Каллмероде было 501 католика, для которых с  1756 года работал католический храм, и 4 жителя-протестанта. В обзоре упоминалось 80 жилых домов, 72 конюшни и сарая, два трактира и школа. Учитель обучал 35 мальчиков и 45 девочек школьного возраста. В деревне были установлены два полотняных станка и 35 других ткацких станков. Среди других коммерческих и ремесленных предприятий в обзоре упоминаются два сапожника, портной, плотник, цирюльник, резчик свиней и два домашних мясника. Многие подёнщики занимались подённой работой, в том числе ловлей и торговлей певчими птицами.
Площадь деревни составляла 1542 акра, из которых сельскохозяйственные угодья включали 753 акра пахотных земель, 18 акров садовых угодий и 15 акров лугов. Кроме того, было указано 130 акров общинного леса и 629 акров пустоши. Урожайность лугов и плодовых культур была оценена как низкая. Поголовье скота включало 13 лошадей, 83 голов крупного рогатого скота, 133 овцы, 50 коз и 71 свинью. Также заметную роль играло пчеловодство.
Во время Второй мировой войны женщина из Синтезы и её семья были депортированы в Освенцим. С 1940 года в деревне работали трое польских подневольных рабочих. Польские подневольные рабочие также работали в Байнроде.
После войны на окраинах Лейнефельде и Ворбис были оборудованы карьеры  для добычи строительных материалов, а расположенные там пустоши  были использованы как беспорядочные или дикие свалки. С 1949 года населённый пункт принадлежал ГДР,  большая часть жителей нашла работу в соседних деревнях Дингельштедт и Лейнефельде, особенно на прядильных фабриках Лейнефельда. После принудительной коллективизации сельскохозяйственное производство развивалось, однако площадь посевных площадей была относительно небольшой. С 1990 года населенный пункт вошёл в состав вновь образованной федеральной земли Тюрингия. 1 января 2019 года ранее независимый муниципалитет Каллмероде, принадлежавший к административной общине Дингельштед, был включен в состав Лейнефельде-Ворбис.